# Среден нирец
Средният нирец (Mergus serrator) е сравнително дребна птица от семейство Патицови (Anatidae), разред Гъскоподобни (Anseriformes). Тежи между 0,7 и 1,4 кг, има дължина на тялото 52-62 cm и размах на крилете 83 cm. Има изразен полов диморфизъм: мъжкият е с черна глава и оперение в сиво, бяло и черно, а женската е с кафява глава и тяло в сиви тонове. Плува и се гмурка добре. По земята се придвижва също добре.

## Разпространение
Гнезди в северните части на Европа, Азия и Северна Америка. Зимува по южните крайбрежия на Европа (включително и в България), южните части на Азия и Северна Америка. Обитава езера, реки, морски и океански крайбрежия. Като цяло предпочита соленоводните басейни.

## Начин на живот и хранене
Храни се предимно с животинска храна, дребни риби (до 6 см дължина), водни насекоми, ракообразни, червеи, дребни земноводни и съвсем малко количесто водни растения. По време на хранене се гмурка до 30 m дълбочина и прекарва под водата до половин минута (средно 15 секунди).

## Размножаване
Средният нирец е моногамна птица. Гнезди на земята сред гъста тревиста растителност, често далече от водата. Снася 4-14 яйца. Мъти само женската в продължение на 29-35 дни. Малките се излюпват достатъчно развити, за да могат да се придвижват и хранят сами, и напускат гнездото на първия или втория ден. Една двойка отглежда годишно едно люпило.

## Допълнителни сведения
Средният нирец е защитен вид на територията на България.